# مشتی دیوانه از هیچ
«مشتی دیوانه از هیچ» (به انگلیسی: Crazy Handful of Nothin') ششمین قسمت از فصل اول مجموعه تلویزیونی آمریکایی بریکینگ بد است. این قسمت به نویسندگی جرج ماستراس و کارگردانی برونون هیوز در ۲ مارس ۲۰۰۸ از شبکه ای‌ام‌سی در ایالات متحده و کانادا پخش شد. این قسمت به معرفی توکو سالامانکا و نو دوز با بازی ریموند کروز و سزار گارسیا می‌پردازد.

## داستان
والتر وایت و جسی پینکمن به توافق می‌رسند: والت آشپز و شریک بی‌صدا در عملیات مت‌آمفتامین آنها خواهد بود، در حالی که جسی محصول آنها را در خیابان می‌فروشد. والت همچنین خواستار خونریزی بیشتر نیست. در همین حال، در حالی که شیمی‌درمانی والت ادامه دارد، به اسکایلر وایت می‌گوید که چک الیوت شوارتز آمده و او آن را واریز کرده‌است، در حالی که در واقع او در حال تقلا برای پرداخت هزینه درمان است و قصد دارد از سود مت‌آمفتامین خود برای پوشش آن استفاده کند. در یک جلسه خانواده‌درمانی، اسکایلر به والت می‌گوید که نگران ساعات غیبت او است، اما او می‌گوید که فقط دوست دارد گاهی اوقات تنها باشد و قدم بزند.
جسی در حین پختن مت، متوجه سوختگی پرتودرمانی روی قفسه سینه والت می‌شود و متوجه می‌شود که سعی می‌کند قبل از مرگ بر اثر سرطان ریه از خانواده خود مراقبت کند. جسی بسته فعلی آنها را تمام می‌کند و تمام شب را صرف فروش آن می‌کند و به والت ۱۳۰۰ دلار می‌دهد که بسیار کمتر از آنچه انتظار داشته‌است. جسی توضیح می‌دهد که اگر می‌خواهند پول بیشتری کسب کنند، به یک توزیع‌کننده نیاز دارند. پس از مرگ کریزی-۸، سلطان مواد مخدر توکو سالامانکا قلمرو او را تسخیر کرده‌است. جسی پس از اینکه دوستش پیت استخونی را که در کنار توکو در زندان گذرانده بود، برای او تضمین می‌کند، با توکو ملاقات می‌کند. اگرچه توکو مایل است برای یک پوند مت ۳۵٬۰۰۰ دلار بپردازد، او اصرار دارد که تنها پس از اتمام فروش توسط فروشندگانش، پرداخت کند. وقتی جسی امتناع می‌کند و سعی می‌کند مواد را پس بگیرد، توکو به شدت او را کتک می‌زند.
در همین حال، هنک شریدر ماسک گازی که در بیابان پیدا شده بود، او را به دبیرستان والت می‌رساند. هنک و والت موجودی آزمایشگاه شیمی را برای یافتن سایر تجهیزات مفقود می‌گیرند، که هنک را به شک می‌برد که دانشجویی کلید اتاق انبار آزمایشگاه را به دست آورده‌است. بعداً، هنک سرایدار مدرسه، هوگو آرچولتا را دستگیر می‌کند، که هم کلیدها را در اختیار داشت و هم سابقه کیفری برای نگهداری مواد مخدر داشت. والت احساس گناه می‌کند که اجازه داده هوگو سرزنش شود؛ او سعی می‌کند با جسی تماس بگیرد تا از بستری شدن او در بیمارستان مطلع شود. او جسی را ملاقات می‌کند و متوجه می‌شود که با توکو چه اتفاقی افتاده‌است.
در حال حاضر موهای والت شروع به ریزش به علت شیمی‌درمانی می‌کند، والت تصمیم می‌گیرد سر خود را بتراشد. پس از آن، او ترتیب ملاقاتی با توکو را با نام مستعار «هایزنبرگ» (از نام ورنر هایزنبرگ) می‌دهد و از توکو ۵۰٬۰۰۰ دلار می‌خواهد — ۳۵٬۰۰۰ دلار برای موادی که از جسی گرفته و ۱۵٬۰۰۰ دلار برای درد و رنج جسی. توکو به والت می‌خندد که بعد از دزدیده شدن بسته قبلی والت برای او مت بیشتر آورده‌است، اما والت می‌گوید که این ماده مت نیست. او قطعه‌ای را به زمین پرتاب می‌کند و باعث انفجاری می‌شود که پنجره‌ها را می‌شکند و همه افراد اتاق را از پا می‌اندازد. او فاش می‌کند که کیسه حاوی جیوه آتش‌زا است و تهدید می‌کند که کل کیسه را به زمین خواهد کوبید. توکو با پرداخت و همچنین موافقت با خرید هفته آینده موافقت می‌کند و به والتر ۳۵٬۰۰۰ دلار برای یک پوند مت بعدی پیشنهاد می‌دهد. والت در عوض از توکو می‌خواهد که هفته‌ای دو پوند مت به قیمت ۷۰٬۰۰۰ دلار بخرد. توکو، ناباورانه، موافق است. وقتی والت به ماشینش برگشت، حرکتی شدید از کاری که اخیراً انجام داده‌است نشان می‌دهد.

## تولید
این قسمت توسط جرج ماستراس نوشته شده و توسط برونون هیوز کارگردانی شده‌است. این قسمت در ۲ مارس ۲۰۰۸ از شبکه ای‌ام‌سی در ایالات متحده و کانادا پخش شد.

## معنی عنوان
عنوان قسمت بخشی از دیالوگ فیلم لوک خوش‌دست ۱۹۶۷ است. عبارت «مشتی از هیچ» (به انگلیسی: handful of nothing) به این معنی است که شخص فاقد کارت‌های ارزشمند در دست پوکر خود است و برای بردن باید بلوف بزند. در صحنه‌ای که والتر در یک بازی پوکر خانوادگی با بلوف زدن برنده می‌شود، به این موضوع اشاره دارد.

## برخورد انتقادی
ست آمیتین از آی‌جی‌ان به این قسمت امتیاز ۹٫۸ از ۱۰ داد و اظهار داشت: «در مورد تلویزیون حقیقت خاصی وجود دارد و این است: یک قسمت را با یک انفجار شروع کنید و ما شما را دوست داریم. با یک انفجار تمام کنید و کسی که با یک کیسه پر از پول نقد و بدون هیچ توضیحی دور می‌شود، ما شما را دوست داریم. پنج قسمت بسازید که به نتیجه‌ای به این شدت منجر می‌شد، و ما زمینی را که روی آن قدم می‌زنید می‌پرستیم. دوستان، این یک قسمت فوق‌العاده بود.»
در سال ۲۰۱۹، The Ringer «مشتی دیوانه از هیچ» را به عنوان ۳۲ام قسمت برتر از میان ۶۲ قسمت کل بریکینگ بد رتبه‌بندی کرد.